# 가곡

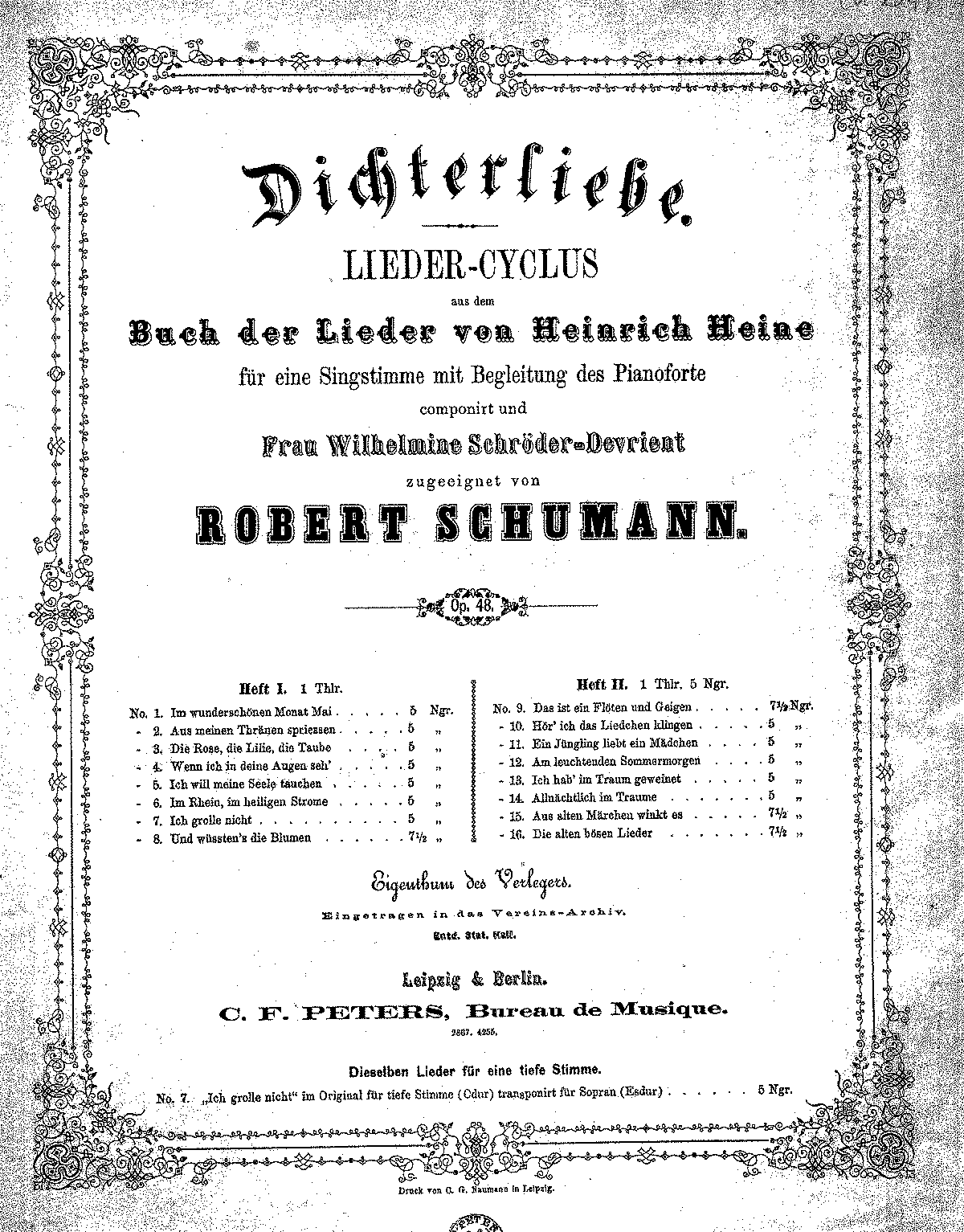

가곡(歌曲, 독일어: Lied 리트[*])은 서양 고전음악 역사에서 독창을 위해 작곡된 시를 가사로 한 짧은 서정적 노래를 가리키는 용어로, 성악곡으로 분류된다. 서양 고전음악에서는 시작이자 첫 번째인 가곡들이 독일 작곡가들에 의해 쓰여졌기 때문에 리트(Lied)라고 하는 독일어 용어가 적용된다.
오페라, 오라토리오 등 대규모 성악 작품 중의 한 곡이나 일부분의 성악곡은 일반적으로 가곡이라고 부르지 않으며 아리아, 카바티나, 카바레타, 그 외 성격에 따라 구분하여 부른다.

## 개요
가곡은 시와 음악의 긴밀한 결합으로 19세기 유럽 중심의 낭만시대에 나타난 음악의 형태이다. 지극히 개인적 감정이 담긴 낭만주의 서정시(괴테, 하이네, 뮐러 등)의 발전에 영향을 받은 것으로, 정확하게는 예술가곡이라고 불리며 유럽 클래식 음악의 노래 형식을 가리킨다. 독일어에서 리트는 대중음악이나 민요를 포함한 모든 종류의 노래에 사용되는 것이기 때문에, 독일어 사용자는 예술가곡울 지칭하기 위해 더 정확한 단어인 쿤스트리트(Kunstlied)를 사용한다. 영어로는 아트송(Art song)이라고 부를 수 있다. 프랑스에서는 예술가곡을 멜로디, 통속적이고 대중적인 것을 샹송이라고 부른다. 다만 에릭 사티의 일련의 가곡 등 양자로는 어느 쪽으로도 분류할 수 있는 중간 계층 적인 것이 존재한다. 이탈리아에서는 예술가곡을 로망스, 통속가곡을 칸초네라고 부른다. 여기에도 프란체스코 파올로 토스티 등의 중간 계층이 존재한다.
일반적으로 예술가곡에서는 가수가 피아노 반주와 함께 연주하며, 기원은 모차르트와 베토벤이 작곡한 가곡들로 보지만, 예술가곡 형식에 대한 명확한 의미가 확립되고 가사와 음악 사이에 새로운 균형이 발견되며 가사로 표현된 사상이 승화된 것은 슈베르트 이후이다. 가곡은 때로 여러 개의 것이 연가곡(독일어: Liederkreis, 영어: song Cycle), 즉 단일 이야기나 주제와 연결된 일련의 노래를 구성할 수 있는데, 멀리 있는 연인에게를 작곡한 베토벤은 연가곡의 창시자이며, 슈베르트와 슈만은 이런 종류의 음악을 쓰는 데 능숙했다.

## 역사
가곡의 역사는 오래이며 고대까지 거슬러올라갈 수가 있지만, 일단 가곡의 정의를 "시에 곡을 붙인 음악의 형식"이라고 한다면 6-7세기 이후의 그레고리오 성가 등에서 그 근원을 찾아야 한다. 그러나 이것은 물론 종교가(宗敎歌)이며, 세속적인 가곡은 역시 12, 13세기 이후의 음유시인(吟遊詩人)인 미네젱거나 트루바두르의 출현을 기다려야 한다. 그 이후에 가곡은 리트(독일) · 칸초네(이탈리아) · 샹송(프랑스) 등의 명칭으로 급속한 발달을 보았다. 낭만주의 음악기인 19세기 이후에는 통속적인 가곡, 즉 오늘날 말하는 유행가나 파퓰러 송이 융성하여 칸초네와 샹송의 명칭을 쓰게 되었고, 이리하여 종래의 가곡은 통속가곡에 대하여 예술가곡이라 구별하게 되었으며, 각각 로망스, 멜로디라는 별칭을 가지게 되었다. 가곡을 좀더 자세히 역사적으로 관찰하면, 가곡이 정돈된 음악형식으로 일단 완성을 본 14세기 이후 르네상스 음악기까지 프랑스에서는 발라드나 샹송, 이탈리아에서는 마드리갈의 형으로 크게 발전하였으며, 자느캥, 팔레스트리나, 몬테베르디 등의 대가들이 활약하였다. 또한 바로크 음악기 이후가 되면 고전주의 음악기인 18세기경까지 가곡은 일시 쇠퇴한 듯하다. 즉, 이탈리아는 17세기 초부터 점차 오페라의 나라가 되었고, 프랑스에서도 오페라나 발레만큼 가곡은 화려한 존재가 되지 못했다. 그러나 독일, 오스트리아에서는 모차르트, 베토벤이 활약하고, 19세기의 낭만주의 음악기에 이르면 슈베르트가 나와 가곡의 주도권을 완전히 잡았다. 근대로부터 현대에 걸쳐 가곡은 다시 각국에서 꽃피어 드뷔시, 라벨, 프랑크, 메시앙 등이 프랑스, 이탈리아에서는 레스피기와 말리피에로 등이, 독일에서는 쇤베르크, 힌데미트, 헨체 등이 나왔다. 그 밖에 쇼스타코비치와 하차투리안(구소련), 그라나도스, 아르베니스와 프야리야(에스파냐), 데리아스와 브리덴(영국), 바르토크와 고다이(헝가리) 등이 중요 작품을 남기고 있다.

### 바로크
가톨릭 교회의 관행에 대한 독일 루터 교파의 반대는 일반 신자들이 쉽게 이해할 수 있는 형태의 새로운 전례를 낳았다. 시에는 라틴어 대신 독일어가 사용되었고, 새로운 전례 형식의 교회 음악은 대중가요의 원리에 기초를 두고 있었다.
반종교개혁(팔레스트리나)의 다성음악은 독일어로 된 운율이 있고 당시와 유사한 음악이 포함된 유절곡인 키르헨리트(Kirchenlied), 또는 교회 노래로 대체되었다. 가장 영향력 있는 시인은 마르틴 루터, 폴 게르하르트, 요아킴 네안데르였다. 작곡 기술은 하인리히 알베르트, 요한 제바스티안 바흐, 크리스찬 고트프리트 크라우스 및 카를 필리프 에마누엘 바흐에 의해 통합되었다. 요한 제바스티안 바흐가 기고한 제멜리의 시에 붙인 노란 책 컬렉션 또는 제멜리 송북은 컬렉션과 자체 창작의 경계에서 인기가 높다.

### 고전주의
바로크 시대 말기에 작곡가들은 통주저음의 사용을 포기했다. 이로써 반주 악기로서만의 피아노의 길은 분명해졌다. 음악은 반주로서 시의 형식에 적응해야 했다. 예를 들어 괴테의 파우스트에 나오는 시 "툴레의 왕"(Es war ein König in Thule)의 첼터 버전이 있다. 피아노의 잠재력을 최대한 활용하기 위해 가곡의 각 연마다 개별적으로 구성된 반주로 개발되었다. 첫 번째 예는 하이든, 모차르트 및 베토벤으로부터 나온 것이다 .
- 하이든은 챔버 악기를 사용하여 가곡을 작곡했다. 가장 인기 있는 그룹은 성악, 피아노, 바이올린 및 첼로를 위해 악기를 연주하는 스코틀랜드 가곡이다.

- 모차르트의 예로는 제비꽃, 라우라에게 부치는 저녁의 추억, 그리고 고독한 숲 속에서가 있다. 프랑스어로 된 노래의 첫 번째 예 중 하나이다. 모차르트는 후기 오페라의 아리아, 특히 티토 황제의 자비와 마술피리에서 가곡의 특징을 소개 하고 있는데, 예로 들 수 있는 것은 파파게노의 아리아이다 .

- 베토벤은 최초의 연가곡인 멀리 있는 연인에게의 작곡가로 알려져 있다.  이 작품은 사랑하는 사람과 이별한 연인의 감정을 묘사하는 데 중점을 두고 있으며, 낭만주의 가곡에 직접적인 영향을 미친 작품이다. 노래의 그룹화로 생각되는 이러한 구조로 인해 가곡의 짧은 형식은 더 복잡한 아이디어와 더 넓은 형식을 표현하는 수단이 되었다. 베토벤은 또한 일련의 스코틀랜드 가곡을 작곡했다. 베토벤의 가곡 작품은 그의 다른 장르의 작품에 비해 상대적으로 찬사를 받지 못했다. 슈베르트, 슈만, 브람스의 경우 가곡이 그들의 작업의 중심이었던 반면, 베토벤은 정기적으로 가곡의 작곡으로 전환했지만 그의 후계자들보다 강도는 약했다. 그의 가곡은 장엄미사나 교향곡 9번의 매우 어려운 독창 및 합창의 패시지 때문에 부를 수 없는 음악을 쓴다는 거장의 평판 때문이었다. 베토벤이 인간의 목소리를 다루는 방식에 대한 이러한 편견으로 인해, 오랫동안 멀리 있는 연인에게, 아델라이데, 그대를 사랑해, 기억, 입맞춤, 벼룩의 노래 같은 몇 가지 인기 공연 작품을 제외하고는 그의 가곡 중 소수만이 공연 플랫폼에서 정기적으로 연주되었다.

발라드라고 불리는 내러티브 가곡의 유형은 요한 프리드리히 라이하르트의 모델에 기초를 두고 있다. 가장 유명한 예로는 슈베르트의 발라드인 난쟁이, 마왕과 카를 뢰베의 작품인 마왕, 시계 등이 있다.

### 낭만주의
프란츠 슈베르트를 통해 가곡은 모든 오페라 아리아 관습에서 벗어나 시, 멜로디, 피아노를 통한 일러스트레이션이라는 형식의 핵심으로 축소되었다. 슈베르트는 요한 볼프강 폰 괴테, 프리드리히 실러, 그리고 빈에 있는 그의 동아리 친구인 요한 마이어호퍼의 텍스트를 선택했다. 가장 중요한 시인은 빌헬름 뮐러로, 그는 아름다운 물방앗간의 처녀와 겨울나그네의 가사를 썼고 소프라노, 피아노, 클라리넷을 위한 노래, 바위 위의 양치기를 썼다. 이 주기에서 슈베르트는 상상의 줄거리를 따르는 순서로 시를 그룹화했다. 두 경우 모두 사랑과 사회질서의 갈등으로 인해 사회에서 추방된 개인들의 고통과 죽음이 묘사된다. 그러나 슈베르트는 줄거리의 실제 행위를 묘사하지 않고 오히려 유배, 사랑에 대한 거부, 외로움, 광기, 죽음과 같은 특정 행위를 경험한 후 주인공의 감정을 묘사한다. 슈베르트는 삶의 슬프고 어두운 면을 주제로 삼는 경향이 있었지만, 그의 작품 중 상당수는 성문 앞 우물가에서와 들장미의 경우처럼 오늘날 인기 있는 노래로 간주된다.

## 종류
- 통작가곡(通作歌曲): 시의 각 절마다 다른 멜로디가 붙은 가곡이다. 슈베르트의 <마왕>은 그 좋은 예이다. 이는 시 전체가 하나의 이야기풍의 구성으로 되어 있을 때에 가장 적합한 가곡형식이다.
- 유절가곡(有節歌曲): 시의 각 절을 모두 같은 멜로디로 반복하는 형식의 가곡이다. 가곡의 대부분은 이런 형식을 취한다.
- 연작가곡(連作歌曲): 엄밀한 의미로는 작곡의 형식이 아니므로 통작가곡이나 유절가곡과는 구별되어야 한다. 슈베르트의 <겨울 나그네>에서 보듯이, 일련의 정돈된 시집에 연속적으로 곡을 붙인 가곡으로서, 음악적으로도 하나의 통일성을 가지고 있다.

## 한국의 가곡
한국의 가곡은 시나 시조와 같은 문학성을 띤 노랫말에 찬송가 비슷한 선율을 붙여 피아노 또는 관현악 편성에 의한 반주로 부르는 예술가곡을 일컬으며 1920년대부터 등장하였다. 대표적인 작곡가는 다음과 같다:
- 홍난파 - 〈봉숭아〉, 〈고향의 봄〉
- 이흥렬 - 〈바우고개〉, 〈코스모스를 노래함〉
- 김동진 - 〈가고파〉
- 김성태 - 〈동심초〉
- 현제명 - 〈그집앞〉, 〈희망의 나라〉
- 윤용하 - 〈보리밭〉